# برهنه با لباس شب‌نشینی
برهنه با لباس شب‌نشینی (انگلیسی: Nude with Dressing Gown) یک نقاشی از هنرمند استرالیایی، جان برک می‌باشد که در سال ۱۹۶۷ طرح گردید. این نقاشی نشانگر یک زن برهنه در حال پوشیدن لباس شب‌نشینی است.